# William Zipp
William „Bill“ Joseph Zipp ist ein US-amerikanischer Schauspieler, Drehbuchautor und Filmproduzent.

## Leben
Zipp genoss keine professionelle Schauspielausbildung, sondern arbeitete jahrelang als Casting Director. Gemeinsam mit David Campbell, Fritz Matthews und Ted Prior gehörte er zu einem festen Cast, der häufig in den Filmen von David A. Prior auftrat.
Seine erste Filmrolle hatte Zipp 1985 in Kill Zone. Im Folgejahr hatte er eine Episodenrolle in der Fernsehserie Mike Hammer. 1987 folgten Besetzungen in den Actionfilmen Tödliche Beute und Death Squad. 1988 hatte er die gleichnamige Hauptrolle des Steven Chase in dem Film Chase – Tödliches Spiel inne. Im selben Jahr hatte er eine Besetzung in Operation Warzone. 1989 hatte er drei Rollen in den Low-Budget-Actionfilmen Order of the Eagle, Jungle Patrol und Future Force. 1993 spielte er in einer Episode der Fernsehserie Palm Beach-Duo mit. 1994 war er zuletzt als Filmschauspieler in den beiden Filmen The Magic of the Golden Bear: Goldy III und Tattoo Assassins zu sehen.
Ende der 1980er Jahre begann Zipp, Drehbücher zu Filmproduktionen zu schreiben. Sein erstes Drehbuch verfasste er zum Actionfilm Night Wars. Im Folgejahr verfasste er das Drehbuch zu Order of the Eagle. Er fungierte außerdem als Produzent. Weitere Filme, für die er das Drehbuch verfasste, waren Rapid Fire (1989) und Fatal Skies (1990). Über 20 Jahre später schrieb er das Drehbuch für Order of the Night Eagles, Fortsetzung zu Order of the Eagle, für die Hauptrolle erneut Frank Stallone, jüngerer Bruder von Sylvester Stallone, gewonnen werden konnte.

## Filmografie (Auswahl)

### Schauspiel
- 1985: Kill Zone
- 1986: Mike Hammer (Fernsehserie, Episode 3x09)
- 1987: Tödliche Beute (Deadly Prey)
- 1987: Death Squad
- 1988: Chase – Tödliches Spiel (Death Chase)
- 1988: Operation Warzone
- 1989: Order of the Eagle
- 1989: Jungle Patrol
- 1989: Future Force
- 1992: Center of the Web
- 1993: Palm Beach-Duo (Silk Stalkings, Fernsehserie, Episode 2x15)
- 1994: The Magic of the Golden Bear: Goldy III
- 1994: Tattoo Assassins

### Drehbuch
- 1988: Night Wars
- 1989: Order of the Eagle (auch Produktion)
- 1989: Rapid Fire
- 1990: Fatal Skies
- 2011: Order of the Night Eagles